# Bacary Sagna
Pour les articles homonymes, voir Sagna.
Bacary Sagna, né le 14 février 1983 à Sens (France), est un footballeur international français qui joue au poste de défenseur.
Il participe aux Coupes du monde 2010 et 2014 ainsi qu'a l'Euro 2016 avec l'équipe de France

## Biographie

### Formation et débuts
Bacary Sagna obtient sa première licence de football dans le club de sa ville natale Sens, l'Eveil Senonais, puis au FC Sens. Il gravit tous les échelons et se fait courtiser par le club voisin, l'AJ Auxerre. Cependant, le père de Sagna trouve qu'il est encore un peu tôt pour que son fils quitte le giron familial. Sagna rejoint l'AJA un an plus tard à l'âge de 14 ans. Il intègre le groupe sport-études, structure dans laquelle il suit son cursus scolaire jusqu'au baccalauréat. Diplômé, il intègre le centre de formation du club, où il joue rapidement en CFA 2 puis CFA. À cette époque, le jeune Bacary Sagna évolue au poste d'attaquant. C'est Bernard David, entraîneur du groupe CFA, qui a l'idée de le positionner arrière droit, lors d'un match contre l'US Boulogne-sur-Mer, afin de pallier l'absence du titulaire blessé.

### Carrière en club

#### AJ Auxerre
Dès sa première saison en Ligue 1 en 2004-2005, il dispute 26 matches, profitant de la grave blessure du latéral droit titulaire Johan Radet pour passer de l'équipe réserve à l'équipe première. Il ne quitte pas le groupe professionnel la saison suivante.
Grâce à de bonnes performances lors de la saison 2006-2007 durant laquelle il prend part à l'intégralité des 38 rencontres de championnat, Sagna est membre de l'équipe type de Ligue 1.

#### Arsenal FC
Le 12 juillet 2007, il signe un contrat de quatre ans en faveur d'Arsenal. Bacary Sagna inscrit son premier but contre Chelsea le 23 mars 2008. Après une première saison satisfaisante en Premier League, il fait partie de l'équipe type de la saison et prolonge son contrat avec Arsenal, étant désormais lié au club londonien jusqu'en 2014. Il prend une place de titulaire indiscutable lors des saisons suivantes.
Le 17 avril 2011, il est nommé dans l'équipe type de Premier League de la saison 2010-2011 et est ainsi le meilleur arrière droit de la saison pour la seconde fois. Cette même saison, il est finaliste de la coupe de la ligue mais battu par Birmingham City.
Le 2 octobre 2011, lors du North London derby opposant les Gunners à Tottenham lors de la 7e journée et remporté deux buts à un par les Spurs, Sagna est victime d'une fracture du péroné droit. Absent durant presque quatre mois, il fait son retour sur les terrains le 29 janvier 2012 à l'occasion de la rencontre comptant pour le 4e tour de Coupe d'Angleterre face à Aston Villa (victoire 3-2) en entrant en toute fin de match à la place de Theo Walcott. Le 5 mai 2012, il est victime d'une nouvelle fracture du péroné de la jambe droite lors de la rencontre opposant les Gunners à Norwich City. Cette blessure l'oblige à déclarer forfait pour l'Euro 2012.
Le 27 octobre suivant, il fait son retour sur les pelouses de Premier League en étant titularisé à l'occasion de la rencontre comptant pour la 9e journée face aux Queens Park Rangers et joue la majorité des matchs lors du reste de la saison. La saison suivante, il remporte la FA Cup 2014 contre Hull City AFC lors de la prolongation.

#### Manchester City
Après sept ans de loyaux services à Arsenal, Bacary Sagna change de club. Le 13 juin 2014, il paraphe un contrat de trois ans en faveur du champion d'Angleterre, Manchester City. Barré par Pablo Zabaleta, il joue peu la première saison avant de prendre une place de titulaire la saison suivante. Il remporte d’ailleurs la coupe de la ligue en 2016 en battant Liverpool lors de la séance de tirs au but. Le 25 mai 2017, en fin de contrat, Manchester City annonce son départ.

#### Fin de carrière en Italie et en MLS
Le 3 février 2018, après neuf mois passés sans club, Bacary Sagna s'engage avec la lanterne rouge du championnat italien, le club de Benevento. L'équipe termine la saison reléguée en série B et Bacary ne prolonge pas son contrat. Il rejoint en août 2018 la franchise québécoise de l'Impact de Montréal entraînée par Rémi Garde.
Durant ses deux saisons montréalaises, l'équipe ne parvient pas à participer aux séries éliminatoires de la MLS mais remporte le championnat canadien en 2019. Durant cette saison, Bacary est élu meilleur joueur défensif de l'Impact, il est le quatrième joueur le plus utilisé et le troisième meilleur passeur du club.

### En sélection
Entre 2004 et 2006, Bacary Sagna est sélectionné à douze reprises en équipe de France espoirs. Il participe au Championnat d'Europe en 2006 durant lequel la France est éliminée en demi-finale par les Pays-Bas.
Le 24 mai 2007, il est appelé pour la première fois en équipe de France A par Raymond Domenech pour les rencontres face à l'Ukraine et la Géorgie, mais doit attendre le match amical contre la Slovaquie (1-0) pour honorer sa première sélection le 22 août suivant. Barré par Willy Sagnol au poste de latéral droit, il succède à ce dernier après l'Euro 2008. Possédant la confiance de Domenech, Sagna dispute la campagne de qualification pour la Coupe du monde 2010. Il fait partie de la liste des 23 joueurs convoqués par Raymond Domenech pour participer à la Coupe du monde 2010 en Afrique du Sud. Tout comme l'ensemble de ses coéquipiers, Bacary Sagna déçoit lors de ce Mondial se montrant friable sur son côté lors des trois matchs disputés contre l'Uruguay, le Mexique et l'Afrique du Sud.
Alors qu'il est titulaire sous l'ère Laurent Blanc après la Coupe du monde, sa grave blessure du péroné droit l'empêche de poursuivre la route des Bleus vers l'Euro 2012. En effet, une nouvelle blessure en mai avec Arsenal l'empêche de prendre part au Championnat d'Europe. Il est suppléé par Mathieu Debuchy et Anthony Réveillère.
Alors que sa dernière sélection contre la Roumanie remonte à septembre 2011, il est rappelé en équipe de France le 6 février 2013 par Didier Deschamps pour un match amical contre l'Allemagne. Cependant, durant sa longue absence, Debuchy s'est imposé dans le couloir droit et Sagna doit se contenter d'un statut de doublure à l'approche du Mondial 2014.
Le 4 septembre 2015, face au Portugal, Bacary Sagna atteint les 50 sélections.
Il fait partie de la liste des 23 joueurs français sélectionnés pour disputer l'Euro 2016 et figure comme le titulaire. Il dispute les deux matches de préparation contre le Cameroun (victoire 3-2) et l'Écosse en délivrant une passe décisive sur ce match (victoire 3-0). Il récidive une autre passe, cette fois dans le tournoi en huitième de finale contre l'Irlande sur une tète d'Antoine Griezmann qui marque un doublé alors que les bleus sont menés au score (victoire 2-1). Les bleus éliminent ensuite l'Islande et l'Allemagne avant de s'incliner en finale contre le Portugal.
Le 7 octobre 2016, Bacary connait sa dernière sélection face à la Bulgarie, match qualificatif pour la Coupe du monde 2018 en Russie. Il se distingue en délivrant une passe décisive pour Kevin Gameiro après avoir concédé un pénalty à la 6e minute de jeu. Blessé quelques minutes plus tard, il est remplacé par Djibril Sidibé, qui sera le nouveau latéral droit des Bleus pendant la campagne des qualifications. Sagna totalise 65 matchs avec les Bleus entre 2007 et 2016.

## Statistiques
| Saison                | Club                  | Championnat           | Championnat | Championnat | Championnat | Coupe(s) nationale(s) | Coupe(s) nationale(s) | Coupe(s) nationale(s) | Compétition(s) continentale(s) | Compétition(s) continentale(s) | Compétition(s) continentale(s) | Compétition(s) continentale(s) | France | France | France | Total | Total | Total |
| Saison                | Club                  | Division              | M.          | B.          | P.d.        | M.                    | B.                    | P.d.                  | Comp.                          | M.                             | B.                             | P.d.                           | M.     | B.     | P.d.   | M.    | B.    | P.d.  |
| 2004-2005             | AJ Auxerre            | Ligue 1               | 26          | 0           | 0           | 7                     | 0                     | 0                     | C3                             | 10                             | 0                              | 0                              | -      | -      | -      | 43    | 0     | 0     |
| 2005-2006             | AJ Auxerre            | Ligue 1               | 23          | 0           | 0           | 3                     | 0                     | 0                     | C3                             | 1                              | 0                              | 0                              | -      | -      | -      | 27    | 0     | 0     |
| 2006-2007             | AJ Auxerre            | Ligue 1               | 38          | 0           | 3           | 3                     | 0                     | 0                     | C4+C3                          | 4+6                            | 0                              | 0+1                            | -      | -      | -      | 51    | 0     | 4     |
| Sous-total            | Sous-total            | Sous-total            | 87          | 0           | 3           | 13                    | 0                     | 0                     | -                              | 21                             | 0                              | 1                              | -      | -      | -      | 121   | 0     | 4     |
| 2007-2008             | Arsenal FC            | Premier League        | 29          | 1           | 4           | 3                     | 0                     | 0                     | C1                             | 8                              | 0                              | 3                              | 2      | 0      | 0      | 42    | 1     | 7     |
| 2008-2009             | Arsenal FC            | Premier League        | 35          | 0           | 1           | 5                     | 0                     | 0                     | C1                             | 9                              | 0                              | 0                              | 8      | 0      | 1      | 57    | 0     | 2     |
| 2009-2010             | Arsenal FC            | Premier League        | 35          | 0           | 3           | 1                     | 0                     | 0                     | C1                             | 8                              | 0                              | 0                              | 13     | 0      | 0      | 57    | 0     | 3     |
| 2010-2011             | Arsenal FC            | Premier League        | 33          | 1           | 3           | 6                     | 1                     | 0                     | C1                             | 4                              | 0                              | 0                              | 7      | 0      | 1      | 50    | 2     | 4     |
| 2011-2012             | Arsenal FC            | Premier League        | 21          | 1           | 2           | 2                     | 0                     | 0                     | C1                             | 6                              | 0                              | 0                              | 2      | 0      | 0      | 31    | 1     | 2     |
| 2012-2013             | Arsenal FC            | Premier League        | 25          | 0           | 0           | 3                     | 0                     | 0                     | C1                             | 3                              | 0                              | 0                              | 2      | 0      | 0      | 33    | 0     | 0     |
| 2013-2014             | Arsenal FC            | Premier League        | 35          | 1           | 2           | 4                     | 0                     | 1                     | C1                             | 9                              | 0                              | 1                              | 8      | 0      | 0      | 56    | 1     | 4     |
| Sous-total            | Sous-total            | Sous-total            | 213         | 4           | 15          | 24                    | 1                     | 1                     | -                              | 47                             | 0                              | 4                              | 42     | 0      | 2      | 326   | 5     | 22    |
| 2014-2015             | Manchester City       | Premier League        | 9           | 0           | 0           | 3                     | 0                     | 0                     | C1                             | 4                              | 0                              | 0                              | 7      | 0      | 0      | 23    | 0     | 0     |
| 2015-2016             | Manchester City       | Premier League        | 28          | 0           | 3           | 6                     | 0                     | 0                     | C1                             | 11                             | 0                              | 0                              | 15     | 0      | 3      | 60    | 0     | 6     |
| 2016-2017             | Manchester City       | Premier League        | 17          | 0           | 1           | 3                     | 0                     | 1                     | C1                             | 5                              | 0                              | 0                              | 1      | 0      | 1      | 26    | 0     | 3     |
| Sous-total            | Sous-total            | Sous-total            | 54          | 0           | 4           | 12                    | 0                     | 1                     | -                              | 20                             | 0                              | 0                              | 23     | 0      | 4      | 109   | 0     | 9     |
| 2017-2018             | Benevento Calcio      | Serie A               | 13          | 1           | 0           | -                     | -                     | -                     | -                              | -                              | -                              | -                              | -      | -      | -      | 13    | 1     | 0     |
| 2018                  | Impact de Montréal    | Major League Soccer   | 9           | 1           | 0           | -                     | -                     | -                     | -                              | -                              | -                              | -                              | -      | -      | -      | 9     | 1     | 0     |
| 2019                  | Impact de Montréal    | Major League Soccer   | 26          | 1           | 3           | 5                     | 0                     | 1                     | -                              | -                              | -                              | -                              | -      | -      | -      | 31    | 1     | 4     |
| Sous-total            | Sous-total            | Sous-total            | 35          | 2           | 3           | 5                     | 0                     | 1                     | -                              | -                              | -                              | -                              | -      | -      | -      | 40    | 2     | 4     |
| Total sur la carrière | Total sur la carrière | Total sur la carrière | 402         | 7           | 25          | 54                    | 1                     | 3                     | -                              | 88                             | 0                              | 5                              | 65     | 0      | 6      | 609   | 8     | 39    |

### Liste des matches internationaux
| Matches internationaux de Bacary Sagna | Matches internationaux de Bacary Sagna | Matches internationaux de Bacary Sagna                   | Matches internationaux de Bacary Sagna | Matches internationaux de Bacary Sagna | Matches internationaux de Bacary Sagna | Matches internationaux de Bacary Sagna                               |
|                                        | Date                                   | Lieu                                                     | Adversaire                             | Résultat                               | Compétition                            | Notes                                                                |
| -------------------------------------- | -------------------------------------- | -------------------------------------------------------- | -------------------------------------- | -------------------------------------- | -------------------------------------- | -------------------------------------------------------------------- |
| 1.                                     | 22 août 2007                           | Stade Antona Malatinského, Trnava, Slovaquie             | Slovaquie                              | 0 - 1                                  | Match amical                           | Entre en jeu à la place de François Clerc à la 63e minute de jeu.    |
| 2.                                     | 13 octobre 2007                        | Tórsvøllur, Tórshavn, Îles Féroé                         | Îles Féroé                             | 0 - 6                                  | Éliminatoires Euro 2008                | Titulaire.                                                           |
| 3.                                     | 20 août 2008                           | Ullevi, Göteborg, Suède                                  | Suède                                  | 2 - 3                                  | Match amical                           | Titulaire.                                                           |
| 4.                                     | 6 septembre 2008                       | Stade Ernst-Happel, Vienne, Autriche                     | Autriche                               | 3 - 1                                  | Éliminatoires mondial 2010             | Titulaire et remplacé par Yoann Gourcuff à la 70e minute de jeu.     |
| 5.                                     | 10 septembre 2008                      | Stade de France, Saint-Denis, France                     | Serbie                                 | 2 - 1                                  | Éliminatoires mondial 2010             | Titulaire.                                                           |
| 6.                                     | 11 octobre 2008                        | Stadionul Farul, Constanța, Roumanie                     | Roumanie                               | 2 - 2                                  | Éliminatoires mondial 2010             | Titulaire.                                                           |
| 7.                                     | 11 février 2009                        | Stade Vélodrome, Marseille, France                       | Argentine                              | 0 - 2                                  | Match amical                           | Titulaire.                                                           |
| 8.                                     | 28 mars 2009                           | Stade S.-Darius-et-S.-Girėnas, Kaunas, Lituanie          | Lituanie                               | 0 - 1                                  | Éliminatoires mondial 2010             | Titulaire.                                                           |
| 9.                                     | 1er avril 2009                         | Stade de France, Saint-Denis, France                     | Lituanie                               | 1 - 0                                  | Éliminatoires mondial 2010             | Titulaire.                                                           |
| 10.                                    | 5 juin 2009                            | Stade de Gerland, Lyon, France                           | Turquie                                | 1 - 0                                  | Match amical                           | Titulaire.                                                           |
| 11.                                    | 12 août 2009                           | Tórsvøllur, Tórshavn, Îles Féroé                         | Îles Féroé                             | 0 - 1                                  | Éliminatoires mondial 2010             | Titulaire.                                                           |
| 12.                                    | 5 septembre 2009                       | Stade de France, Saint-Denis, France                     | Roumanie                               | 1 - 1                                  | Éliminatoires mondial 2010             | Titulaire.                                                           |
| 13.                                    | 9 septembre 2009                       | Stade de l'Étoile rouge, Belgrade, Serbie                | Serbie                                 | 1 - 1                                  | Éliminatoires mondial 2010             | Titulaire.                                                           |
| 14.                                    | 10 octobre 2009                        | Stade du Roudourou, Guingamp, France                     | Îles Féroé                             | 5 - 0                                  | Éliminatoires mondial 2010             | Titulaire.                                                           |
| 15.                                    | 14 novembre 2009                       | Croke Park, Dublin, Irlande                              | République d'Irlande                   | 0 - 1                                  | Barrages C. monde 2010                 | Titulaire.                                                           |
| 16.                                    | 18 novembre 2009                       | Stade de France, Saint-Denis, France                     | République d'Irlande                   | 1 - 1                                  | Barrages C. monde 2010                 | Titulaire.                                                           |
| 17.                                    | 3 mars 2010                            | Stade de France, Saint-Denis, France                     | Espagne                                | 0 - 2                                  | Match amical                           | Titulaire.                                                           |
| 18.                                    | 26 mai 2010                            | Stade Félix-Bollaert, Lens, France                       | Costa Rica                             | 2 - 1                                  | Match amical                           | Titulaire.                                                           |
| 19.                                    | 30 mai 2010                            | Stade du 7-Novembre, Radès, Tunisie                      | Tunisie                                | 1 - 1                                  | Match amical                           | Titulaire.                                                           |
| 20.                                    | 4 juin 2010                            | Stade Michel-Volnay, Saint-Pierre, La Réunion            | Chine                                  | 0 - 1                                  | Match amical                           | Titulaire et remplacé par Anthony Réveillère à la 46e minute de jeu. |
| 21.                                    | 11 juin 2010                           | Green Point Stadium, Le Cap, Afrique du Sud              | Uruguay                                | 0 - 0                                  | Coupe du monde 2010                    | Titulaire.                                                           |
| 22.                                    | 17 juin 2010                           | Stade Peter-Mokaba, Polokwane, Afrique du Sud            | Mexique                                | 0 - 2                                  | Coupe du monde 2010                    | Titulaire.                                                           |
| 23.                                    | 22 juin 2010                           | Free State Stadium, Bloemfontein, Afrique du Sud         | Afrique du Sud                         | 1 - 2                                  | Coupe du monde 2010                    | Titulaire.                                                           |
| 24.                                    | 3 septembre 2010                       | Stade de France, Saint-Denis, France                     | Biélorussie                            | 0 - 1                                  | Éliminatoires Euro 2012                | Titulaire.                                                           |
| 25.                                    | 7 septembre 2010                       | Stade Asim Ferhatović Hase, Sarajevo, Bosnie-Herzégovine | Bosnie-Herzégovine                     | 0 - 2                                  | Éliminatoires Euro 2012                | Titulaire.                                                           |
| 26.                                    | 17 novembre 2010                       | Wembley Stadium, Londres, Angleterre                     | Angleterre                             | 1 - 2                                  | Match amical                           | Titulaire et remplacé par Anthony Réveillère à la 87e minute de jeu. |
| 27.                                    | 9 février 2011                         | Stade de France, Saint-Denis, France                     | Brésil                                 | 1 - 0                                  | Match amical                           | Titulaire.                                                           |
| 28.                                    | 25 mars 2011                           | Stade Josy-Barthel, Luxembourg, Luxembourg               | Luxembourg                             | 0 - 2                                  | Éliminatoires Euro 2012                | Titulaire.                                                           |
| 29.                                    | 3 juin 2011                            | Stade Dinamo, Minsk, Biélorussie                         | Biélorussie                            | 1 - 1                                  | Éliminatoires Euro 2012                | Titulaire.                                                           |
| 30.                                    | 9 juin 2011                            | Stade de l'armée polonaise, Varsovie, Pologne            | Pologne                                | 0 - 1                                  | Match amical                           | Titulaire.                                                           |
| 31.                                    | 10 août 2011                           | Stade de la Mosson, Montpellier, France                  | Chili                                  | 1 - 1                                  | Match amical                           | Titulaire et remplacé par Anthony Réveillère à la 80e minute de jeu. |
| 32.                                    | 6 septembre 2011                       | Arena Națională, Bucarest, Roumanie                      | Roumanie                               | 0 - 0                                  | Éliminatoires Euro 2012                | Titulaire.                                                           |
| 33.                                    | 6 février 2013                         | Stade de France, Saint-Denis, France                     | Allemagne                              | 1 - 2                                  | Match amical                           | Titulaire.                                                           |
| 34.                                    | 5 juin 2013                            | Stade Centenario, Montevideo, Uruguay                    | Uruguay                                | 1 - 0                                  | Match amical                           | Titulaire.                                                           |
| 35.                                    | 14 août 2013                           | Stade Roi Baudouin, Bruxelles, Belgique                  | Belgique                               | 0 - 0                                  | Match amical                           | Titulaire.                                                           |
| 36.                                    | 6 septembre 2013                       | Stade Boris-Paichadze, Tbilissi, Géorgie                 | Géorgie                                | 0 - 0                                  | Éliminatoires mondial 2014             | Titulaire.                                                           |
| 37.                                    | 10 septembre 2013                      | Stade central, Gomel, Biélorussie                        | Biélorussie                            | 2 - 4                                  | Éliminatoires mondial 2014             | Titulaire.                                                           |
| 38.                                    | 19 novembre 2013                       | Stade de France, Saint-Denis, France                     | Ukraine                                | 3 - 0                                  | Barrages C. monde 2014                 | Entre en jeu à la place de Mathieu Debuchy à la 78e minute de jeu.   |
| 39.                                    | 5 mars 2014                            | Stade de France, Saint-Denis, France                     | Pays-Bas                               | 2 - 0                                  | Match amical                           | Entre en jeu à la place de Mathieu Debuchy à la 87e minute de jeu.   |
| 40.                                    | 1er juin 2014                          | Allianz Riviera, Nice, France                            | Paraguay                               | 1 - 1                                  | Match amical                           | Titulaire.                                                           |
| 41.                                    | 8 juin 2014                            | Stade Pierre-Mauroy, Villeneuve-d'Ascq, France           | Jamaïque                               | 8 - 0                                  | Match amical                           | Entre en jeu à la place de Mathieu Debuchy à la 46e minute de jeu.   |
| 42.                                    | 25 juin 2014                           | Stade Maracanã, Rio de Janeiro, Brésil                   | Équateur                               | 0 - 0                                  | Coupe du monde 2014                    | Titulaire.                                                           |
| 43.                                    | 7 septembre 2014                       | Stade de l'Étoile rouge, Belgrade, Serbie                | Serbie                                 | 1 - 1                                  | Match amical                           | Titulaire.                                                           |
| 44.                                    | 11 octobre 2014                        | Stade de France, Saint-Denis, France                     | Portugal                               | 2 - 1                                  | Match amical                           | Titulaire.                                                           |
| 45.                                    | 18 novembre 2014                       | Stade Vélodrome, Marseille, France                       | Suède                                  | 1 - 0                                  | Match amical                           | Titulaire.                                                           |
| 46.                                    | 26 mars 2015                           | Stade de France, Saint-Denis, France                     | Brésil                                 | 1 - 3                                  | Match amical                           | Titulaire.                                                           |
| 47.                                    | 29 mars 2015                           | Stade Geoffroy-Guichard, Saint-Étienne, France           | Danemark                               | 2 - 0                                  | Match amical                           | Entre en jeu à la place de Christophe Jallet .                       |
| 48.                                    | 7 juin 2015                            | Stade de France, Saint-Denis, France                     | Belgique                               | 3 - 4                                  | Match amical                           | Titulaire.                                                           |
| 49.                                    | 13 juin 2015                           | Elbasan Arena, Elbasan, Albanie                          | Albanie                                | 1 - 0                                  | Match amical                           | Titulaire et remplacé par Mathieu Debuchy à la 46e minute de jeu.    |
| 50.                                    | 4 septembre 2015                       | Estádio José Alvalade XXI, Lisbonne, Portugal            | Portugal                               | 0 - 1                                  | Match amical                           | Titulaire.                                                           |
| 51.                                    | 7 septembre 2015                       | Stade Matmut-Atlantique, Bordeaux, France                | Serbie                                 | 2 - 1                                  | Match amical                           | Entre en jeu à la place de Christophe Jallet à la 71e minute de jeu. |
| 52.                                    | 8 octobre 2015                         | Allianz Riviera, Nice, France                            | Arménie                                | 4 - 0                                  | Match amical                           | Titulaire.                                                           |
| 53.                                    | 13 novembre 2015                       | Stade de France, Saint-Denis, France                     | Allemagne                              | 2 - 0                                  | Match amical                           | Titulaire.                                                           |
| 54.                                    | 17 novembre 2015                       | Stade de Wembley, Londres, Angleterre                    | Angleterre                             | 2 - 0                                  | Match amical                           | Titulaire.                                                           |
| 55.                                    | 29 mars 2016                           | Stade de France, Saint-Denis, France                     | Russie                                 | 4 - 2                                  | Match amical                           | Titulaire.                                                           |
| 56.                                    | 30 mai 2016                            | Stade de la Beaujoire, Nantes, France                    | Cameroun                               | 3 - 2                                  | Match amical                           | Titulaire.                                                           |
| 57.                                    | 4 juin 2016                            | Stade Saint-Symphorien, Longeville-lès-Metz, France      | Écosse                                 | 3 - 0                                  | Match amical                           | Titulaire.                                                           |
| 58.                                    | 10 juin 2016                           | Stade de France, Saint-Denis, France                     | Roumanie                               | 2 - 1                                  | Euro 2016                              | Titulaire.                                                           |
| 59.                                    | 15 juin 2016                           | Stade Vélodrome, Marseille, France                       | Albanie                                | 2 - 0                                  | Euro 2016                              | Titulaire.                                                           |
| 60.                                    | 19 juin 2016                           | Stade Pierre-Mauroy, Villeneuve-d'Ascq, France           | Suisse                                 | 0 - 0                                  | Euro 2016                              | Titulaire.                                                           |
| 61.                                    | 26 juin 2016                           | Parc Olympique lyonnais, Décines-Charpieu, France        | République d'Irlande                   | 2 - 1                                  | Euro 2016                              | Titulaire.                                                           |
| 62.                                    | 3 juillet 2016                         | Stade de France, Saint-Denis, France                     | Islande                                | 5 - 2                                  | Euro 2016                              | Titulaire.                                                           |
| 63.                                    | 7 juillet 2016                         | Stade Vélodrome, Marseille, France                       | Allemagne                              | 2 - 0                                  | Euro 2016                              | Titulaire.                                                           |
| 64.                                    | 10 juillet 2016                        | Stade de France, Saint-Denis, France                     | Portugal                               | 0 - 1                                  | Euro 2016                              | Titulaire.                                                           |
| 65.                                    | 7 octobre 2016                         | Stade de France, Saint-Denis, France                     | Bulgarie                               | 4 - 1                                  | Éliminatoires mondial 2018             | Titulaire et remplacé par Djibril Sidibé à la 27e minute de jeu.     |

## Palmarès

### En club
Il remporte son premier trophée avec l'AJ Auxerre en remportant la Coupe de France en 2005, vainqueur du CS Sedan.
Avec Arsenal, il est finaliste de la Coupe de la Ligue anglaise en 2011 avant de remporter la Coupe d'Angleterre en 2014 contre Hull City lors de la prolongation.
Sous les couleurs de Manchester City, il remporte la Coupe de la ligue en 2016 en battant Liverpool aux tirs au but.

### En sélection
Avec l'équipe de France, il est finaliste de l'Euro 2016 mais s'incline lors de la prolongation contre le Portugal.

### Distinctions personnelles
Il est membre de l'équipe-type de Ligue 1 en 2007 et membre de l'équipe-type de Premier League en 2008 et 2011.

## Vie privée
Il s'est marié le 17 juillet 2010 avec Ludivine (née le 6 septembre 1988). Ils sont les parents de deux garçons, Elias né le 27 février 2009 et Kaïs, né le 11 mai 2011. Le 12 février 2008, son frère Omar, décède 2 jours avant son anniversaire, ce qui l'a beaucoup affecté. Le 23 mars suivant, Bacary Sagna ouvre le score face à Chelsea, son premier but en professionnel, il dédie ce but à son frère en pointant deux doigts vers le ciel.